# Косовска-Каменица
Косовска-Каменица или Дардана (алб. Kamenica или алб. Dardana, серб. Косовска Каменица) — город и центр одноимённой общины, в восточной части Косова и Метохии. Контролируется властями частично признанной Республики Косово.

## Административная принадлежность
| Сербская позиция                                                      | Албанская позиция                           |
| --------------------------------------------------------------------- | ------------------------------------------- |
| входит в Косовско-Поморавский округ автономного края Косово и Метохия | входит в Гниланский округ Республики Косово |

## География и население
В 2003 году в общине Косовска-Каменица проживало 63 000 жителей.
Косовска-Каменица является самой восточной из общин Косова. Этнический состав населения в настоящее время: приблизительно 82 % — албанцы, 17 % — сербы, 1 % — цыгане.

## Население

### 1961
- Албанцы — 24,549 (57.74 %)
- Сербы — 16,973 (39.92 %)
- Рома — 644 (1.51 %)

### 1971
- Албанцы — 29,268 (62.94 %)
- Сербы — 16,550 (35.59 %)
- Рома — 474 (1.02)

### 1981
- Албанцы — 32,390 (67.03 %)
- Сербы — 14,813 (30.66 %)
- Рома — 868 (1.8 %)

### 1991
- Албанцы — 37,632 (73.4 %)
- Сербы — 12,930 (25.2 %)
- Рома — 573 (1.1 %)

### 2003
- Албанцы — 52,000 (82.5 %)
- Сербы — 10,500 (16.6 %)
- Рома — 500 (0.8 %)